# Boltigen
Boltigen es una comuna suiza del cantón de Berna, situada en el distrito administrativo de Obersimmental-Saanen. Limita al norte con Plaffeien (FR) y Oberwil im Simmental, al este de nuevo con Oberwil y con Diemtigen, al sur con Zweisimmen, y al oeste con Saanen y Jaun (FR).
Hasta el 31 de diciembre de 2009 capital del distrito de Obersimmental.